# Pafnuti Cebîșev
Pafnuti Lvovici Cebîșev (în rusă Пафну́тий Льво́вич Чебышёв) (n. 4/16 mai 1821, Akatovo⁠(d), Borovsky Uyezd⁠(d), Kaluga Governorate⁠(d), Imperiul Rus – d. 26 noiembrie/8 decembrie 1894, Sankt Petersburg, Imperiul Rus) a fost un matematician rus, cu contribuții în domeniul probabilităților, statisticii și teoriei numerelor. Cel mai strălucit reprezentant al școlii matematice din Petersburg, este considerat, după Nicolai Ivanovici Lobacevski, ca fiind cel mai mare matematician rus.

## Biografie
S-a născut într-un sat de lângă Borovsk, regiunea Kaluga.
În 1832 familia sa se mută lângă Moscova.
Mama sa și o verișoară cultă au jucat cel mai important rol în formarea viitorului matematician.
A studiat la Universitatea din Moscova, unde s-a remarcat ca student eminent.
A fost profesor la Universitatea din Sankt Petersburg, care i-a acordat titlul de doctor pe baza lucrării "Teoria sravnenii" (în rusă Теория сравнений, Teoria congruențelor, 1849).
A fost membru al Academiilor de Științe din Sankt Petersburg, Berlin și Paris, precum și al Royal Society din Londra.
Ca profesor, Cebîșev era ordonat, punctual, pedant și îngrijit.
A dus o viață cumpătată, aparent monotonă, dar plină de rezultate în cele mai diferite domenii ale matematicii.

## Activitate științifică
A fost un matematician multilateral, întreaga sa activitate constând dintr-o permanentă îmbinare a teoriei cu practica. A inventat și construit peste 40 de mecanisme diferite (în circa 80 de variante): mașina de sortat, mașina prășitoare, mecanism de vâslire, etc; a conceput un fotoliu pe roți, s-a interesat de problema croitului hainelor s.a. Aceste preocupări i-au servit drept punct de plecare pentru crearea unor noi ramuri ale matematicii: teoria celei mai bune aproximări a funcțiilor.
A adus contribuții la interpolarea prin polinoame și la metoda celor mai mici pătrate, cu care ocazie a ajuns la construcția teoriei generale a polinoamelor ortogonale, introducând pentru prima data șirurile de funcții biortogonale.
Polinoamele lui Cebîșev posedă multe proprietăți remarcabile și servesc la rezolvarea a numeroase probleme ale matematicii, fizicii și tehnicii.

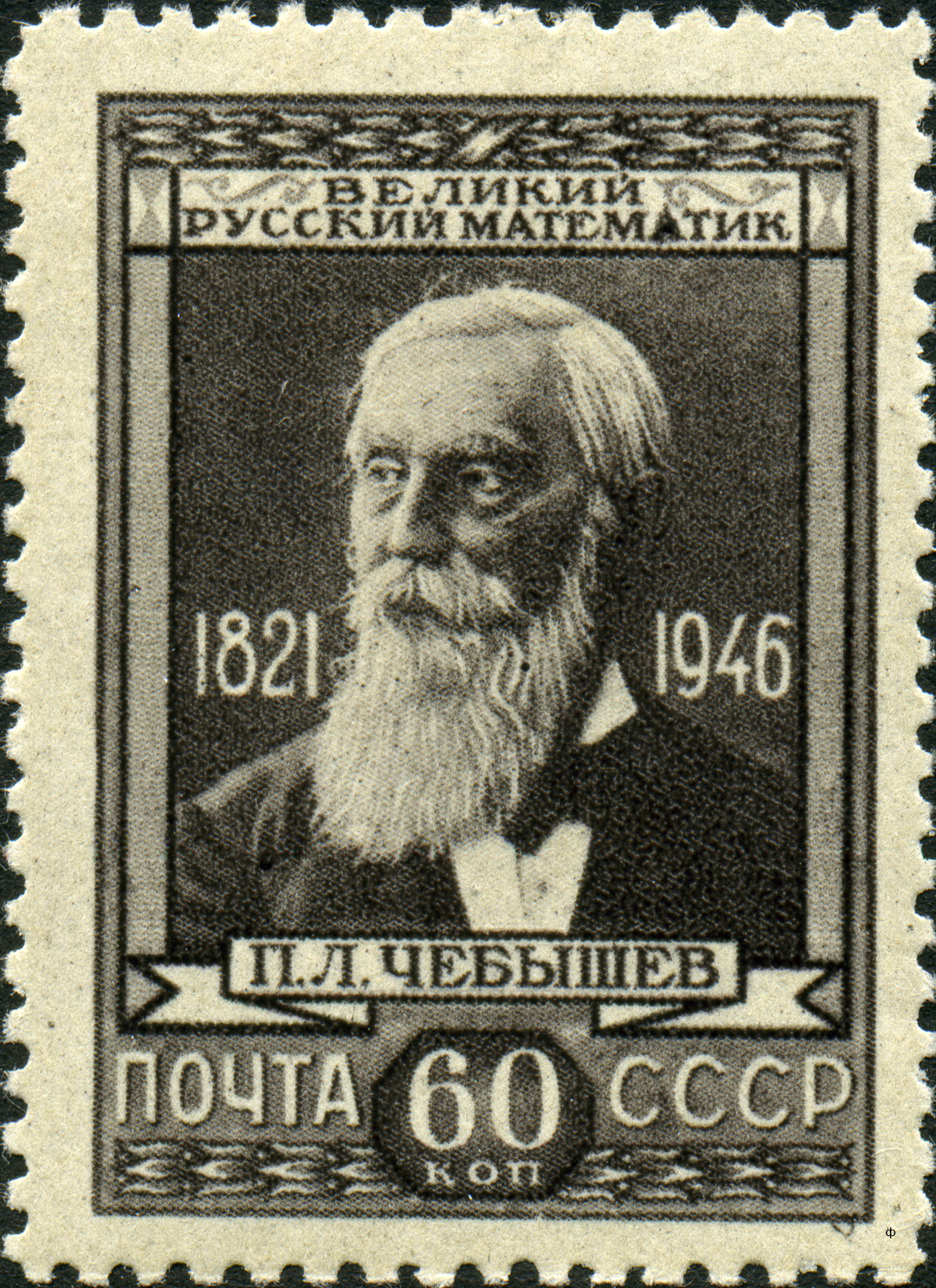
Pafnuti Cebîșev pe o marcă poștală sovietică

În domeniul teoriei probabilităților, a formulat teorema limita centrală (pentru demonstrarea căreia a creat metoda numerelor (1845) și legea numerelor mari (1846), tratate modern.
Printre cele mai mari realizări ale sale se află cercetările în domeniul teoriei numerelor: găsirea (în 1850) a formulei pentru determinarea aproximativă a numărului Li(x), de numere prime cuprinse intre 1 și un număr dat x: demonstrarea așa-numitului postulat al lui Joseph Bertrand (1842); transformându-l așadar în teoremă.
De asemenea, Cebîșev este considerat creatorul legilor asimptotice ale numerelor prime.
J.J Sylvester (1814 - 1897) l-a numit "învingătorul numerelor prime, care a forțat torentul lor capricios să intre în limitele algebrei".
În 1852, Cebîșev a demonstrat postulatul lui Bertrand și l-a transformat în teoremă.
Cebîșev a format o serie de matematicieni de un înalt nivel profesional, fiind fondatorul primei școli superioare ruse de matematică, ai cărei reprezentanți au mai fost: Zolotarev, Liapunov, Markov, Krîlov, Steklov și alții.
Specificul acestei școli constă în faptul că problemele matematicii sunt mai strâns legate de cele ale științelor naturale și ale tehnicii.

## Opere principale
- 1845: Experiența elementară în analiza teoriei probabilităților (în rusă: Opît elementarnogo analiza teorii veroiatnostei)
- 1849: Teoria comparației, teza sa de doctorat
- 1951: Opere complete în 5 volume (apărute la Editura Academiei din Moscova).

Lucrările lui Cebîșev au constituit preocupările matematicienilor români: Aurel Angelescu (1929), Gheorghe Călugăreanu (1943, 1957), Nicolae Ciorănescu (1938), Tiberiu Popoviciu (1937) și alții.